# مكتب ولاية أوريغون لتصديق الشهادات
مكتب ولاية أوريغون لتصديق وتدقيق الشهادات هو وحدة لجنة مساعدة طالبِ أوريغون التي تُخوّلُ المَدارِسَ لعَرْض الدرجاتِ الأكاديميةِ في الولاية الأمريكيةِ لأوريغون، يُصدّقُ الإدّعاءاتَ الفرديةَ مِنْ الدرجاتِ، يَفْرضُ إغلاقَ التعليم العالي دون المستوى أَو المحتالِ ويَفْرضُ سياسةً للبرامجِ ومواقعِ مُمَوَّلة عامّة،.
مكتب أهدافِ تفويضِ الدرجةِ "للتَزويد لحمايةِ مواطنين أوريغون وضمان نوعيةِ التعليم العالي ويَبقي سلامةَ الدرجةِ الأكاديميةِ كمؤهَّل عامّ . له موقع ويب الذي فيه يُزوّدُ معلومات مُجَدَّدةً عن الدبلوم المشكوك فيه والمَدارِسِ الغير معتمدة داخل وخارج أوريغون.

## وصلات خارجية
- الموقع الرسمي للمكتب نسخة محفوظة 28 أبريل 2007 على موقع واي باك مشين.